# Asclepias fiebrigii
Asclepias fiebrigii är en oleanderväxtart som beskrevs av Rudolf Schlechter. Asclepias fiebrigii ingår i släktet sidenörter, och familjen oleanderväxter. Inga underarter finns listade i Catalogue of Life.